# Case che non ti aspetti
Case che non ti aspetti (You Live in What?) è un docu-reality statunitense, andato in onda dal 2012 al 2018 su HGTV e trasmesso in Italia dalla versione italiana della rete.

## Format
La trasmissione mostra le abitazioni derivate da spazi commerciali fatiscenti che vengono ristrutturati ed adibiti a luoghi di residenza. Tra questi luoghi rinnovati troviamo un traghetto, un deposito ferroviario, una fabbrica di gelato, un acquedotto e un granaio.

## Puntate
| Edizione         | Episodi | Prima TV USA | Prima TV Italia |
| ---------------- | ------- | ------------ | --------------- |
| Prima edizione   | 5       | 2012         | 2014            |
| Seconda edizione | 12      | 2013-2014    | 2014-2015       |
| Terza edizione   | 12      | 2014         | 2015            |
| Quarta edizione  | 8       | 2016-2017    | Inedita         |
| Quinta Edizione  | 6       | 2018         | Inedita         |